# Bernesq
Bernesq é uma comuna francesa na região administrativa da Normandia, no departamento Calvados. Estende-se por uma área de 5,96 km². Em 2010 a comuna tinha 212 habitantes (densidade: 35,6 hab./km²).